# Philipp Ulhart

Notenblatt Laudate Dominum (1547), gedruckt bei Philippus Ulhardus

Philipp Ulhart (auch Ulhard, latinisiert: Philippus Ulhardus) der Ältere (um 1500; † 1567/68 in Augsburg) war Inhaber einer großen Augsburger Druckwerkstatt. Er war nach Augsburg zugezogen – der Herkunftsort ist unbekannt – und erwarb erst 1548 das Bürgerrecht. Seine Werkstatt war zunächst „in St. Katharinen Gassen“, in den 1550er Jahren in der „Kirchgassen bei St. Ulrich“. Ulharts Druckerzeichen war ein Schild mit Helm, Decke und Kleinod (Büffelhörnern), im Schild und zwischen den Hörnern je eine Eule.
Von der Witwe Erhard Öglins hatte er 1523 dessen Druckerei übernommen. Er arbeitete eng mit den  Lehrern des Gymnasiums bei St. Anna zusammen, besonders mit Sixt Birck. Für die Schulbuchproduktion erwarb eigens griechisches Typenmaterial. Aus der Offizin gingen insgesamt rund 1000 Drucke hervor. Mit 20 Musikdrucken vor Melchior Kriegstein war er der bedeutendste Augsburger Musikdrucker des 16. Jahrhunderts mit den Schwerpunkten Gesang- und Lehrbücher.
Ein Schwerpunkt der Ulhart‘schen Druckerzeugnisse waren reformatorische Schriften, wofür sein Name auch auf den Index kam. Als die Reformationsschriften der 1520er Jahre dem schwächelnden Augsburger Druckergewerbe ein zusätzliches Aufgabenfeld eröffneten, entstanden zahlreiche neue Offizinen. Behaupten konnten sich auf dem Markt aber nur Heinrich Steiner und Philipp Ulhart. Sie gelangten zu Wohlstand. 
Bekannt ist, dass Ulhart mit der Täuferbewegung in engem Kontakt stand; in den Verhören des Jahres 1528 leugnete er ab, selbst ein Täufer zu sein. Aber noch 1551 wagte er es, Pilgram Marbecks „Testamentserläuterungen“ zu drucken. Sein Druckergeselle Hans Gegler stellte den Kontakt zu Sebastian Franck her, da er bei diesem früher gearbeitet hatte, sowie zu Kaspar Schwenckfeldt. Für Täufer und Schwenckfeldianer druckte Ulhardt in den 1530er Jahren deutsche Ausgaben der Imitatio Christi des Thomas a Kempis.
Ulharts Offizin hatte einen weiteren Schwerpunkt beim Druck von Theaterstücken in deutscher Sprache (Sixt Birck, Hieronymus Ziegler).
Durch seine zweite Heirat gelangte er 1547 zu einem gewissen Wohlstand und nachfolgend zum Augsburger Bürgerrecht.
Zwei Söhne Philipp Ulharts sind bekannt:
- Philipp Ulhart der Jüngere: er übernahm die Druckerei seines Vaters, die er jedoch 1574 zeitweise oder dauerhaft nach Lauingen verlegte;
- Johann Anton Ulhart: ab 1571 Ratsbuchdrucker in Ulm, noch 1609 dort als Papiermacher bezeugt.